# Camponotus kiusiuensis
Camponotus kiusiuensis (лат.) — вид муравьёв рода Camponotus из подсемейства формицины (Formicinae).

## Распространение
Южная Корея, Япония.

## Описание
Муравьи с полиморфной кастой рабочих (включая солдат). Крупные рабочие до 1 см. От близких видов подрода Paramyrmamblys (Camponotus amamianus) отличаются окраской: тело чёрное, ноги желтовато-коричневые; задний край проподеума угловатый в профиль. Клипеус спереди с выемкой или вырезкой. Мезосома выпуклая с 15 или менее отстоящими волосками. Усики длинные, у самок и рабочих 12-члениковые. Жвалы рабочих с 4-5 зубцами. Нижнечелюстные щупики 6-члениковые, нижнегубные щупики состоят из 4 сегментов. Стебелёк между грудкой и брюшком состоит из одного сегмента (петиоль). Вид был впервые описан в 1937 году, а его валидный статус был подтверждён в ходе ревизии, проведённой в 1999 году японским мирмекологом Мамору Тераямой (Laboratory of Applied Entomology, Division of Agriculture and Agricultural Life Sciences, Токийский университет, Токио, Япония).
В Южной Корее обнаружен на деревьях и в корнях.
Camponotus kiusiuensis служит хозяином для временного социального паразита муравья вида Polyrhachis lamellidens (Sakai, 1990).
Диплоидный набор хромосом 2n = 28 (Япония).